# 701
701(칠백일)은 700보다 크고 702보다 작은 자연수다.

## 수학
- 126번째 소수(素數)다. 앞의 소수는 691, 다음 소수는 709다.
- 피타고라스 삼조의 빗변의 길이이다. ({\displaystyle 260^{2}+651^{2}=701^{2}})[a]
- {\displaystyle 701=229+233+239}
  - 연속하는 세 소수(素數)의 합으로 나타낼 수 있으며, 이 성질을 지닌 앞의 수는 689, 다음 수는 713이다.
- {\displaystyle 701=5^{2}+26^{2}}
- {\displaystyle 89^{5}-1}은 701로 나누어떨어진다.

## 과학·기술
- NGC 701(영어판): 고래자리 방향에 있는 나선은하.
- 701 오리올라(영어판): 소행성.
- IBM 701(영어판): IBM의 전자 데이터 처리 기계.

## 교통

### 항공
- 아리아나 아프간 항공 701편 추락 사고(영어판)

### 철도
- 동일본 여객철도 701계 전동차

### 도로
- 현도 제701호선

## 군사
- 701 해군 항공대(영어판): 과거 존재한 영국의 해군 항공대.
- U-701(영어판, 독일어판): 제2차 세계 대전에 사용된 나치 독일의 군용 잠수함.

## 문화유산
- 대한민국의 보물 제701호: 불설장수멸죄호제동자경

## 기타
- 날짜: 7월 1일
- 연도: 701년, 기원전 701년